# Sydne Rome
Sydne Rome (ur. 17 marca 1951 w Akron) – amerykańska aktorka telewizyjna i filmowa, gwiazda fitness włoskiego pochodzenia.

## Filmografia
- 1972: Co? (Che?) jako Nancy
- 1974: Rasa panów (La race des 'seigneurs') jako Creezy
- 1975: Dziewczyna do dziecka (La baby sitter) jako Ann
- 1976: Mieszczańskie szaleństwa (Folies bourgeoises) jako Nathalie
- 1977: Potwór (Il mostro) jako Dina
- 1978: Zwyczajny żigolo (Schöner Gigolo, armer Gigolo) jako Cilly
- 1980: Człowiek puma (L’uomo puma) jako pani Jane Dobson
- 1987-90: Dziedzictwo Guldenburgów (Das Erbe der Guldenburgs) jako Carina di Angeli
- 2000: Ojciec Pio: Między niebem a ziemią (Padre Pio – Tra cielo e terra, TV) jako Barbara Ward
- 2000: Św. Bernadeta z Lourdes (Lourdes) jako matka Marie-Thérèse
- 2000: Historia świętej Rity (Rita da Cascia) jako Amata Lotti
- 2001: Don Matteo jako Marisa Morante
- 2002: Ojciec Giovanni – Jan XXIII (Papa Giovanni – Ioannes XXIII, TV) jako Rada N. Adżubiej
- 2005: Święty Piotr (San Pietro, TV) jako Fulvia
- 2007: Kryjówka (Il nascondiglio) jako pani Wittenmeyer
- 2009: Gotyk, industrial i black metal
- 2009-2016: Don Matteo jako Susi Dallara
- 2010: Młodszy syn (Il figlio più piccolo) jako Sheyla
- 2011: Dziewczyny o wielkich sercach (Il cuore grande delle ragazze) jako Enrichetta